# Власоеды
Власое́ды, или Шерстое́ды (лат. Trichodectidae) — семейство паразитических насекомых из отряда пухоедов (Phthiraptera).

## Описание
Власоеды — эктопаразиты млекопитающих, локализуются в шерсти.
Описано свыше 200 видов, в России и Ближнем Зарубежье — около 120.
Развиваются власоеды по типу неполного превращения на теле хозяина. Самки в течение жизни откладывают 50—70 яиц (гнид), приклеивая их к шерсти животных. Из яиц выходят личинки, которые после трёх линек превращаются во взрослое (но бескрылое) насекомое (имаго). Весь цикл завершается за 3—4 недели.
Длина тела 1—2 мм (до 10 мм). Тело власоедов уплощённое, бледно-жёлтое, адаптированное к паразитическому образу жизни.
Власоеды сильно вредят сельскому хозяйству, паразитируя у домашних животных: на крупном рогатом скоте паразитирует Bovicola bovis, на овце — Bovicola ovis, на козе — Bovicola caprae, Bovicola limbatus, на лошади — Bovicola equi, на собаке — Trichodectes canis, на кошке — Felicola subrostratus. Собачий и кошачий власоеды являются промежуточными хозяевами паразитического ленточного червя — тыквовидного цепня (Dipylidium caninum), возбудителя дипилидиоза.
Питаются власоеды эпидермальными клетками, выделениями сальных желёз и кровью; у животных вызывают зуд, расчёсы, выпадение волос и гиперкератоз кожи.
Болезни, вызываемые у домашних животных власоедами, называются триходектозами (син. маллофагозы).
Патогенез и клиника сходны с признаками болезни, наблюдающимися при вшивости. Методы борьбы с власоедами те же, что и при гематопинидозе и поражении клещами.